# Courrensan
Courrensan é uma comuna francesa na região administrativa de Occitânia, no departamento de Gers. Estende-se por uma área de 25,16 km². Em 2010 a comuna tinha 406 habitantes (densidade: 16,1 hab./km²).